# Aleksandr Biezruczkin
Aleksandr Nikołajewicz Biezruczkin (ros. Александр Николаевич Безручкин; ur. 5 listopada 1971) – rosyjski zapaśnik walczący w stylu klasycznym. Mistrz świata w 2001; szósty w 2003. Złoty medalista mistrzostw Europy w 2001; brązowy w 1997; piąty w 1994. Pierwszy w Pucharze Świata w 1993 i 1997. Mistrz Rosji w 1995 i 2000; drugi w 1998; trzeci w 1994, 1997 i 1999 roku.